# 柏林的空气
《柏林的空气》（德語：Berliner Luft）是一首用进行曲曲调写的轻歌剧乐曲，其作者是德国作曲家保罗·林克（Paul Lincke），于1904年编曲，剧本作者是Heinrich Bolten-Baeckers。1904年在柏林的Thalia-Theater首演。
《柏林的空气》的咏叹调来自林克的轻歌剧Frau Luna（1899年创作）的1922年版本。
这首曲子现在是柏林市非官方市歌。柏林森林音乐会一般把这首乐曲当作安可，作为演出的最后一个曲目。